# Scorțeni (Bacău)
Scorțeni is een Roemeense gemeente in het district Bacău.
Scorțeni telt 3146 inwoners.